# شورباچی وتوریه
شورباچی وتوریه (به لاتین: Shorbachy Vtoryye) یک منطقه مسکونی در جمهوری آذربایجان است که در شهرستان حاجی قبول واقع شده است.